# Flavius Scaevinus
Flavius Scaevinus, um tribuno pretoriano e questor, foi membro da conspiração Pisoniana contra Nero. Foi por meio de seu liberto Milichus que Nero descobriu a conspiração. Posteriormente, a história silencia sobre o destino de Flávio, com algumas fontes dizendo que ele era um cônsul sob Otão, então exilado por Vitélio. Tácito apenas afirma que "pereceu" depois que a conspiração foi exposta. Isso foi interpretado como significando que ele foi executado.